# Station Laneffe
Station Laneffe was een spoorwegstation langs de spoorlijn 111 in Laneffe een deelgemeente van de stad Walcourt.
0,0: Thuillies ·
6,9: Berzée ·
8,9: Thy-le-Château ·
9,7: Cafonnet ·
11,4: Gourdinne ·
14,1: Laneffe